# اونکورینکوس کاواموره
اونکورینکوس کاواموره (نام علمی: Oncorhynchus kawamurae) نام یک گونه از سرده اونکورینکوس است.